# チャレンジャー号探検航海

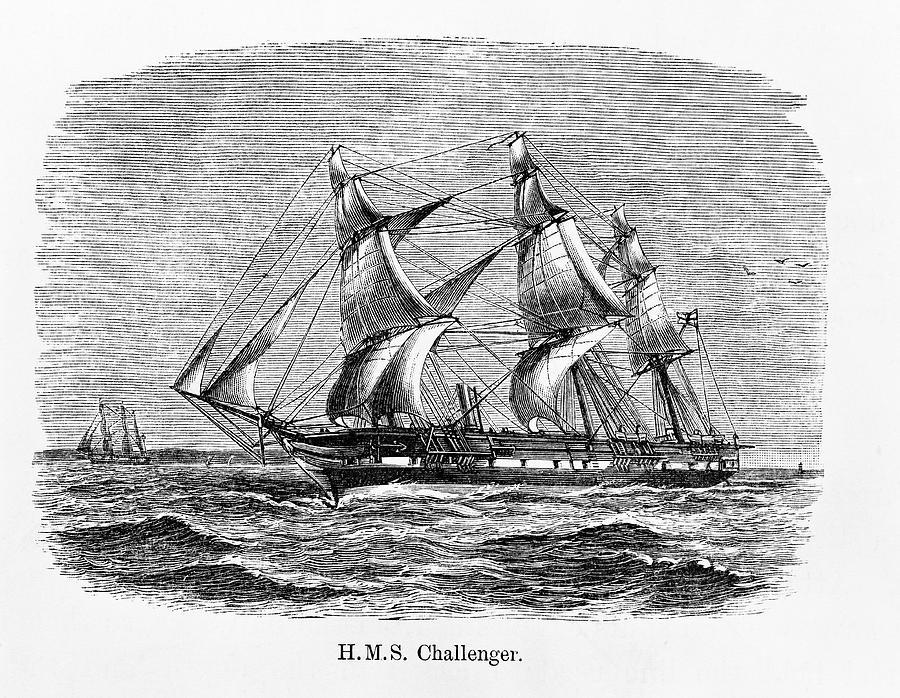
HMSチャレンジャー号

1872年から1876年にかけてのチャレンジャー号探検航海（チャレンジャーごうたんけんこうかい、Challenger expedition）とは、海底や海洋生物、海水温などを調査し海洋学の基礎を作った多くの発見が行われた科学的探検航海である。探検に使われた船であるチャレンジャー号にちなんで名付けられている。
エディンバラ大学とマーキストン・キャッスル校で研究を行っていたスコットランド人のチャールズ・ワイヴィル・トムソンの提唱と説得により、ロンドン王立協会はイギリス海軍から軍艦HMSチャレンジャー号（1858年進水）を借用し、1872年に博物学と化学の別々の研究室を備え付けた科学調査船へと改造した。
チャレンジャー号はジョージ・ネアズ船長に率いられ1872年12月21日にイギリスのポーツマスを出港した。トムソン自身の科学的監修の下、ほぼ7万海里にわたる測量と調査行を行った。その結果は、Report Of The Scientific Results of the Exploring Voyage of H.M.S. Challenger during the years 1873-76 （『1873年から1876年にかけてのH.M.S.チャレンジャー号の探検航海の科学的結果の報告書』）にまとめられた。この報告書には地理など他の発見とともに、4000の未知の新種が目録にまとめられた。1882年に没したトムソンに代わり報告書の出版を監修した海洋学者ジョン・マレー (John Murray) は、この報告書を「名高い15世紀から16世紀にかけての発見航海以来の、我々の惑星（地球）に対する知識の最大の進歩」と表現した。
1875年5月から6月にかけて日本に滞在している間、トムソン教授とティザード副艦長は内務省地理寮量地課が行っている気象観測の指導を行った。
チャレンジャー号は1606日にわたる航海のうち海上で713日を過ごした後、1876年5月24日にハンプシャー州スピットヘッドに帰港した。6万8890海里（12万7580キロメートル）の旅の間に、492回の深海測量と133回の海底浚渫、151回の開水面でのトロールによる海底調査、263回の連続的な海水温観測、そして4717種の海洋生物の発見を行った。チャレンジャー号探検航海に関する文書記録の写しは、サウサンプトンのイギリス国立海洋学センター (National Oceanography Centre)、タインアンドウィア州カラコーツ (Cullercoats) のダヴ海洋研究所 (Dove Marine Laboratory) を含むイギリス各地の海洋研究所に納められている。
スペースシャトル・チャレンジャー号は、この探検航海を成し遂げたチャレンジャー号から名付けられている。